# Утраты в 2020 году (Утраченное наследие Санкт-Петербурга и пригородов)
Основная статья Проект:Санкт-Петербург/Утраченное наследие Санкт-Петербурга и пригородов
- Дореволюционное здание Канатной фабрики Гота (Петровский пр., д. 20, корп. 4)

Построен в 1830 г. 

Перестроен в 1956 г. 

Стиль неоклассицизм с элементами барокко. 

Снесено в 2020 г.

- СКК, Спортивно-концертный комплекс им. В. И. Ленина (Юрия Гагарина пр., д. 8)

(архитекторы Н. В. Баранов, И. М. Чайко, Ф. Н. Яковлев, Н. А. Владиславьева) 

Заложен в 1970 г. 

Построен в 1979 г. «здание-шайба». 

Открыт 19.05.1980 

Закрыт 12.08.2019 

Разрушен в 2020 г. С января по апрель месяцы продолжался снос СКК. 

Завершало перспективу Аллеи Героев в Московском парке Победы.

- Дореволюционные здания/Фабрика ёлочных украшений (Рощинская ул., д. 8)

Построен в 1890-х гг. Стиль кирпичный. 

Снесено в 2020 г.

- Дом М. К. де Траверсе (Ф. Фёдорова) (Малая ул., д. 46, в Пушкине)

Построен в XIX в. (1800—1830) Деревянный. 

Перестроен, проект 1876 г. (архитектор Н. С. Никитин) 

Числился выявленным памятником. 

Снесено в 2020 г.

- «Ташкентский» путепровод через Варшавскую железнодорожную линию (также, ранее уничтоженную)

Построен в 2003 г. на каменных устоях и опорах прежнего путепровода 1902 г. 

Снесено в 2020 г. 

(планомерное уничтожение инфраструктуры)

- Дореволюционное здание (ул. Александра Матросова, д. 5)

(архитектор М. И. Китнер) 

Построено в 1905 г. (по др. данным — 1910 г.) Стиль модерн. 

Снесено в 2020 г.

- Дымовая трубы мебельно-столярной мастерской Мельцера (наб. реки Карповки, д. 27, лит. Б)

Построена в 1884 г. Стиль кирпичный. 

Памятник регионального значения. (Распоряжение КГИОП от 30.07.2013 № 10-357) 

Снесена в 2020 г.

- Здание Конструкторского бюро специального машиностроения (Лесной пр., д. 64, лит. Б)

(архитектор Г. А. Симонов) 

Построен в 1938—1939 гг. Стиль Сталинский неоклассицизм. 

Пристройки 1950—1957 гг. 

Снесено в 2020 г. 

(Уничтожение инфраструктуры)

- Морская школа/Отдел кадров Балтийского морского пароходства (БМП) (Двинская ул., д. 6, на Гутуевском острове)

Построено: восточная часть до 1917 г. 

Достроено в 1929 г. 

Снесено в 2020 г.

- Дореволюционный корпус Завода «Климов» (Кантемировская ул., д. 11, лит. Н)

и ещё несколько зданий Завода «Климов» (Большой Сампсониевский пр., ул. Александра Матросова) (снесены 11Е 1939 г., 11Ж 1950 г.,...) 

Построен в 1911—1913 гг./(предположительно, конец XIX в.) 

Снесён в 2020 г. 

(очередной завод снесли под жильё, уничтожение инфраструктуры)

- Троицкий рынок на Троицкой площади (наб. реки Фонтанки, д. 130а, лит. А)

(архитекторы Л. М. Хидекель, Л. А. Носков, В. А. Ильина) 

Построен в 1951 г. Стиль Сталинский неоклассицизм. 

Снесён в 2020 г.

- Дореволюционный туалет на станции «Парголово» (станция «Парголово»)

(архитектор Б. Ф. Гранхольм) 

Построен в 1906 г. 

Памятник регионального значения. 

Снесено в 2020 г.

- Дореволюционное здание (Днепропетровская ул., 2в)

Построен в 1900-х гг. 

Снесено в 2020 г.